# Tanjung Medang (Kelekar)
Tanjung Medang is een bestuurslaag in het regentschap Muara Enim van de provincie Zuid-Sumatra, Indonesië. Tanjung Medang telt 1155 inwoners (volkstelling 2010).